# Le vent du nord est comme le hennissement d'un cheval noir

Le vent du nord est comme le hennissement d'un cheval noir est un chapitre de la série de bande dessinée japonaise Sabu et Ichi (1966-1972) de Shōtarō Ishinomori.
Une traduction française de cette histoire de trente-six planches a été publiée à Paris comme album indépendant par Atoss Takemoto et Rolf Kesselring,, ce qui en fait le premier album de manga publié en français, quatre ans avant le premier volume de Gen d'Hiroshima édité par Les Humanoïdes associés.

## Synopsis
Sous la période Tokugawa, Sabu, un jeune détective, enquête sur les meurtres, les corruptions, les mystères et événements étranges du pays. Il est accompagné par le maître d'armes Ichi.

## Historique de publication

### En français
Au troisième trimestre 1979, le Japonais Atoss Takemoto et le Suisse Rolf Kesselring ont publié à Paris ce chapitre comme album indépendant à un grand format (23×32) ne rendant pas grâce à l'histoire, en faisant le premier album de manga publié en français, quatre ans avant le premier volume de Gen d'Hiroshima édité par Les Humanoïdes associés.
Le vent du nord est comme le hennissement d'un cheval noir figure par ailleurs dans le second volume de l'édition intégrale de Sabu et Ichi publiée par Kana en 2011.